# Чевенгур
«Чевенгур» (1926—1928) — соціально-філософський роман-антиутопія російського письменника Андрія Платонова. «Чевенгур» — один з романів «філософської трилогії», в яку входять роман «Чевенгур» та повісті «Котлован» і «Джан». Перша редакція іменувалася «Будівельники весни» (1927).

## Анотація роману
Роман «Чевенгур» — один із найпомітніших творів А. Платонова. Він написаний в жанрі антиутопії і являє собою болісні роздуми письменника над історією, концентрований вираз внутрішнього досвіду людини, що опинилася перед обличчям великих змін. Роман розповідає про Жовтневу революцію в центральних губерніях Росії, про людей, які захищали революцію в громадянській війні, про «будівельників країни», про їх ідеї, думки, переживання. Для героїв роману революція стала мірилом моральності, совістю, вищим суддею.
Платонов показує не тільки те, як ідеї оволодівали масами, але і те, як ці маси освоювали нові ідеї. Прискорене освоєння народними масами нового світогляду, поряд з революцією цих мас, породжувало і суперечливі, утопічні уявлення про соціалізм. Платонівські герої, готові неминуче померти в побуті революції, вбирали в себе ідеї соціалізму, химерно поєднуючи їх зі старими поняттями і поглядами.
У романі стикаються утопічні надії на перебудову світу «по комуністичному велінню» з необхідністю повсякденної кропіткої роботи. Його герої наївно сподіваються, що «соціалізм де-небудь ненавмисно складеться разом від страху перед лихом і для задоволення потреби».

## Сюжет
Головний герой роману — Олександр Дванов. Він сирота (рідний батько втопився, щоб дізнатися яким є потойбічний світ), якого всиновив Захар Павлович під час голоду. Олександр вчиться на слюсаря, а з початком Жовтневого перевороту вирішає з батьком на пошуки партії, до якої міг би приєднатися. Батько пояснює йому своє бачення більшовизму: «Більшовик повинен мати порожнє серце, щоб туди все могло поміститися…» Олександр, який не був чітким прихильником якої-небудь ідеології, стає більшовиком.
Після нетривалого навчання Олександр вирішає на фронт у місто Новохоперськ. Захар Павлович знаходить розраду в тому, що читає книжки з алгебри, за якими вчився Олександр (хоча не розуміє, що там написано). Потім Олександра кличуть назад, але машиніст потяга тікає. Він сам веде потяг, в результаті чого стається аварія. Олександр дивом виживає і дістається додому, де довго хворіє на тиф. Захар вважає, що його син помре і майструє для нього труну. Та Олександр видужує, спалює труну й мріє одружитися з сусідкою, сиротою Сонею.
Йому доручають «шукати комунізм серед самодіяльності населення» і Олександр подорожує від села до села. Він стикається з загоном анархістів, від яких його рятує мандрівний комуніст Степан Копенкін. Вони подорожують далі разом і в одному з сіл зустрічають Соню, що вчителює там. Дванов з Копенкіним проте не затримуються, блукаючи по губернії, зустрічають багатьох людей, кожен з яких по-своєму уявляє будівництво нового життя. Олександр дізнається про місто Чевенгур, чиновник з якого, Чепурний, описує місто як комуністичну утопію. Натхненний його словами, Олександр вирішує вирушити в Чевенгур. Копенкін їде туди конем і досягає міста перший.
Життя в Чевенгурі є трагікомічною пародією на комунізм. Жителі міста «виробляють» дружбу та братерство, багато сплять, бо «втомилися від століть гноблення». Копенкін вирішує, що в Чевенгурі все надто добре, а комунізм не може бути без зусиль. Тому він організовує пошуки «буржуїв», яких розстрілюють чекісти. Лишившись невдоволеними, вони розшукують «напівбуржуїв», яких виганяють у степ. Завдяки цьому з'являються невикористані запаси їжі, які однак швидко закінчуються і пролетарі самі шукають харчі в степу. Чепурний попри всі негаразди впевнений, що комунізм виникне сам по собі.
Олександр прибуває в Чевенгур, але не застає там життя, про яке чув від Чепурного. Він винаходить пристрій, який виробляє електрику з сонячного світла. Для цього збирає скло з вікон, але пристрій не працює. Потім жителі Чевенгура будують маяк, який вкаже людям шляху у місто. Та на його світло ніхто не приходить.
З Москви приїжджає Сербінов, який критикує потуги чевенгурців. Чепурний виправдовується тим, що «ми ж працюємо не для користі, а один для одного». В Чевенгур завозять жінок для збільшення населення, та чоловіки лише гріються об них холодними ночами. Сербінов розповідає Олександру, що Соня тепер працює в Москві на фабриці і пам'ятає його.
Несподівано на місто нападають вороги. Сербінов, Чепурний та інші більшовики гинуть. Олександр лишається в степу зі смертельно пораненим Копенкіним. Потім він повертається додому. Біля озера, де втопився його батько, Олександр знаходить забуту в дитинстві вудку. Він входить у воду і возз'єднується з батьком.
В живих з чевенгурців залишається тільки Прокопій, якого знаходить Захар у пошуках сина. Він просить Прокопія привести сина за 5 рублів. Прокопій відповідає, що приведе його задарма та вирушає на пошуки.

## Назва роману
Немає єдиної точки зору на назву роману. з цього приводу існують різні інтерпретації.
«Про розшифровку цього топоніма можна написати цілу книгу». На думку С. Залигіна та Н. Малигіної, воно пов'язане зі словами «чева» — ошметок, обносок лаптя, і «гур» — шум, рев, рик. Інше трактування дають Р. Ф. Ковальов і О. Ю. Алейников, з урахуванням пристрасті тієї епохи до різного роду революційним абревіатурам: ЧеВеНГУР — «Надзвичайний військовий непереможний (незалежний) героїчний укріплений район». По відчуттю головного героя, місто Чевенгур «скидалося на якийсь гул невідомої країни».
Іноді «простір Чевенгура» локалізують на півдні Воронезької і Бєлгородської областей, а то і безпосередньо в місті Богучар Воронезької області.

## Історія публікації роману
Вперше Андрій Платонов передав рукопис в редакцію видавництва «Молода гвардія». Головний редактор Р. З. Литвин-Молотов дав Платонову вказівки з доопрацювання романа і повернув рукопис. Ще одна копія була передана Платоновим Максиму Горькому, який відповідав, що роман «надзвичайно цікавий», але має недоліки: надмірно розтягнуто, насичений діалогами, характерна «стертість дії». Горький засумнівався в можливості публікації, і виявився абсолютно правим. Попри всі старання редакції «Молодої гвардії», роман, що знаходиться вже в гранках, так і не був надрукований за життя автора.
Тим не менш, в 1928 році в журналі «Червона новь» («Красная новь») було опубліковано уривок з роману, в журналі «Новий світ» під виглядом оповідання «Пригода» — ще один уривок. Повість «Походження майстра» надрукована в 1929 році в авторському збірнику.
Кілька уривків з роману — «Подорож з відкритим серцем», «Смерть Копенкина» — були надруковані пізніше в «Літературній газеті» та в журналі «Кубань», але тільки після смерті письменника.
У 1972 році у Франції був опублікований переклад роману, названий «Бур'янисті трави Чевенгура». Передмову до французького перекладу зробив Михайло Геллер. Але в романі був випущений уривок «Походження майстра».
Також у 1972 році був надрукований ще один переклад роману — в Італії. Італійський переклад називався «Село нового життя».
Перша повна публікація роману за кордоном — лондонська публікація 1978 року.
У Росії «Чевенгур» був виданий тільки під час перебудови. 1988 року роман з'явився на сторінках журналу «Дружба народів».